# Exerzierweide
L'Exerzierweide est un ancien stade de football allemand situé à Bahrenfeld, quartier ouest de l'arrondissement d'Altona de la ville de Hambourg.
Le stade, inauguré dans les années 1890, servait d'enceinte à aux équipes de football de l'Altonaer FC 1893, du SC Sperber Hambourg, du SC Victoria Hambourg, du SC Germania Hamburg et du HFC 88.

## Histoire
Dans les années 1890, l'armée prussienne autorise les clubs de football d'Altona et de Hambourg voisin à jouer des matchs de football sur un ancien terrain de parade militaire dans le quartier de Bahrenfeld (incorporé à Altona en 1890).
À cette époque, il existe alors une pelouse libre sur le terrain de parade, sur laquelle plusieurs équipes pouvaient jouer en même temps, populairement connue sous le nom d'Exerzierweide.
Après quelques aménagements, le terrain devient l'antre pour les matchs à domicile de la plupart des clubs de football locaux. Au départ, les restaurants environnants offraient des salles pour permettre aux joueurs de se changer et pour ranger les poteaux de but.
Le 18 avril 1897, l'un des premiers matchs de football internationaux sur le sol allemand a lieu à l'Exerzierweide, avec une rencontre entre une sélection organisée par la Fédération danoise de football et une sélection organisée par les villes de Hambourg et d'Altona (victoire 5-0 des Danois).
En 1899, l'administration de la ville d'Altona fait construire un vestiaire pour les joueurs.
En 1903, l'Altonaer FC 93 est chargé par la fédération allemande de football d'accueillir la finale du tout premier championnat d'Allemagne. Le match entre le VfB Leipzig et le DFC Prague a lieu le 31 mai 1903 au stade (victoire 7-2 de Leipzig qui devient le premier champion national). Le président de l'Altonaer FC 93 de l'époque, Franz Behr, officie durant le match en tant qu'arbitre. Pour ce match, l'un des terrains de jeu du pâturage est bouclé pour la première fois, de sorte qu'un droit d'entrée puisse être facturé. Les pompiers d'Altona avaient repris les barrières avec des morceaux de bois en forme de manche à balai attachés avec de la ficelle. Diverses sources citent des audiences comprises entre 500 et 2000 spectateurs. Le lendemain a lieu un match international entre l'Altonaer FC 93 et le BK Frem, que les invités danois remportent 5-3.
Durant les années précédant la Première Guerre mondiale, les clubs de football migrent progressivement vers leurs propres stades nouvellement construits, dont l'Altona FC 93 qui est le premier à quitter les lieux.
À partir de 1907, la plupart des matchs importants de la région de Hambourg se jouent désormais au Stade Hoheluft, construit par le Victoria Hambourg.
Après la Première Guerre mondiale, le Exerzierweide tombe en désuétude, et fini par être remplacé par des jardins dans les années 1920. Après la Seconde Guerre mondiale, une zone industrielle et commerciale est créée sur l'ancien site du terrain de jeu (zone actuelle de Rondenbarg et de Marlowring).
En coopération avec l'Altonaer FC 93 et la société Mediadruckwerk, est érigée le 3 septembre 2011 une plaque commémorative devant le bâtiment Mediadruckwerk, commémorant la première finale du championnat allemand.

## Événements
- 31 mai 1903 : Finale du Championnat d'Allemagne de football 1902-1903

### Matchs internationaux de football
| Date          | Compétition  | Équipes                                          | Score | Affluence |
| ------------- | ------------ | ------------------------------------------------ | ----- | --------- |
| 18 avril 1897 | Match amical | Sélection danoise — Sélection de Hambourg-Altona | 5-0   | —         |